# Liudmila Țelikovskaia
Liudmila Vasilîevna Țelikovskaia (în rusă Людмила Васильевна Целико́вская, n. 8 septembrie 1919, Astrahan, Astrakhan Governorate⁠(d), RSFS Rusă – d. 4 iulie 1992, Moscova, Rusia) a fost o actriță rusă, cel mai bine amintită pentru rolurile sale principale în filme precum Serdța cietirioh (1941–1944), Anton Ivanovici serdiția (1941), Vozdușnîi izvozcik (Taxi către Cer, 1943), Ivan cel Groaznic (1944), Blizneți (Gemeni, 1945) și Bespokoinoe hoziaistvo (O gospodărie zgomotoasă, 1946). 
Ea a avut o carieră artistică destul de tulburată și a primit titlul (relativ modest) de Artist al Poporului din RSFSR abia în 1963 (după ce i s-a refuzat în mod notoriu mult râvnitul titlu de Artist al Poporului din URSS). Ignorată de oficialitățile statului, Țelikovskaia a fost admirată de publicul larg și este venerată ca o adevărată legendă a cinematografiei sovietice de război.

## Biografie
Liudmila Vasilîevna Țelikovskaia s-a născut la Astrahan într-o familie de muzicieni. Tatăl ei, producător de teatru muzical, a continuat mai târziu să dirijeze orchestra Teatrului Bolșoi. Mama ei, cântăreață de operă, a evoluat și ea la Bolșoi la sfârșitul anilor 1920. În 1925, familia s-a mutat la Moscova, unde fata, care avea o excelentă ureche muzicală, s-a alăturat clasei de pian la prestigiosul Colegiu muzical de stat Evgenia Gnesina. În ciuda dezaprobării părinților ei, ea a preferat să devină actriță, însă, în 1937, s-a înscris la Institutul de Teatru Boris Șcukin. În timp ce era încă studentă, s-a alăturat echipei Teatrului Evgheni Vahtangov din Moscova și a debutat acolo în rolul fiicei lui Pantalone, Clarice, în Slugă la doi stăpâni de Carlo Goldoni.
În 1938, Țelikovskaia a debutat pe marele ecran ca o conducătoare de tineri pionieri, Valia, în Molodie kapitani (Tineri căpitani). Remarcată de regizorul de film Konstantin Iudin, ea a fost invitată în distribuția comediei sale Serdța cietirioh, sub numele Șura Murașova. Pe măsură ce a început Marele Război Patriotic, filmul a trebuit să fie amânat. S-a bucurat de un mare succes la lansarea sa în 1945, când a ajuns pe locul 5 în topul celor mai vizionate filme sovietice din acel an. Popularitatea sa masivă a venit însă cu doi ani mai devreme, odată cu Vozdușnîi izvozcik (Taxi către Cer, 1943), cu un scenariu scris de Valentin Kataev special pentru ea. În timpul filmării acestui film, Țelikovskaia s-a îndrăgostit de colegul ei, actorul Mihail Jarov cu care s-a căsătorit în curând. În 1943, cei doi au petrecut câteva luni pe front, unde au susținut concerte pentru luptătorii armatei a 3-a aeriene a generalului Gromov.
După premiera filmului Vozdușnîi izvozcik, Țelikovskaia a apărut în epopeea istorică a lui Serghei Eisenstein, Ivan cel Groaznic, în rolul țarinei Anastasia Romanovna, rol destinat inițial actriței Galina Ulanova. Toți actorii de frunte ai filmului au primit Premiul Stalin, cu excepția Țelikovskaiei. „Cea mai improbabilă țarină”, ar fi pronunțat Stalin, la vederea numelui ei. Filmul nu i-a adus Țelikovskaiei decât probleme: ea și-a deteriorat grav cristalinul ochilor în timpul unei sesiuni și și-a pierdut temporar slujba la Teatrul Vahtangov, unde și-au pierdut răbdarea cu vedeta lor mereu absentă. „Nu am fost niciodată sprijinită de guvern. În plus, în timp ce Grigori Alexandrov a avut parte numai de laude, filmele lui Konstantin Iudin au fost întotdeauna criticate, așa a fost o tendință dintr-un anumit motiv. Am simțit întotdeauna că a noastră conducere politică m-a tratat ca pe o actriță la mâna a doua. Dar oamenii de rând m-au iubit și acest lucru mi-a dat putere", a afirmat ulterior Țelikovskaia.
După război, Țelikovskaia a apărut în Gemenii lui Konstantin Iudin (1945) și apoi în O gospodărie zgomotoasă, film pe care Jarov l-a scris și  l-a regizat  special pentru soția sa în 1946. Comedia romantică cu temă de război în care Țelikovskaia a interpretat-o pe caporalul Tonya, deranjată de pețitori, toți piloți eroici, a fost o aventură plină de vedete (cu Jarov ca sergentul major Semibaba și Serghei Filippov ca spion german), dar a fost primită cu răceală de către critici care i-au acuzat pe producătorii săi de „gusturi rele” și „lipsa de idei progresiste”. Cu toate acestea, a ajuns pe locul 7 în lista celor mai populare filme sovietice din 1946.
Zinocika, o soră catolică Sisters of Mercy, în ecranizarea lui Aleksandr Stolper a operei lui Boris Polevoy, Povestea unui om adevărat (1948), ar fi putut marca un moment decisiv în cariera cinematografică a actriței Țelikovskaia, dar interpretarea ei dramatică nu a reușit să-i impresioneze pe alți regizori dornici doar să-și exploateze imaginea ei de fată naivă. Actrița nu a mai apărut în niciun film în următorii nouă ani. Cele mai semnificative roluri ale sale în această perioadă au fost ca Denise de Flavigny (în Mam'zelle Nitouche), țarina Maria Nagaia (în Marele țar, piesa lui Vladimir Soloviov) și ca Geneura (Deep Roots, de James Gow și Arnaud d'Usseau). La sfârșitul anilor 1940, Țelikovskaia a avut probleme personale grave. Al patrulea soț al ei, un arhitect sovietic de succes Karo Alabian (cu care s-a căsătorit în 1948, după ce a divorțat de Jarov), a ieșit brusc din grațiile lui Lavrenti Pavlovici Beria. Și-au pierdut slujba și casa, așa că până în 1953, cuplul a trebuit să locuiască pe la prieteni și la rude.
Cel mai cunoscut film al lui Țelikovskaia din anii 1950 a fost Zvăpăiata regizat de Samson Samsonov (după povestirea cu același nume a lui Anton Cehov), unde a interpretat-o pe Olga, soția lui Dimov. La Festivalul de Film de la Veneția din 1955 a fost ales cel mai bun film străin și a primit premiul Leul de Argint. Moartea lui Karo Alabian în 1959 a marcat începutul unei alte perioade slabe pentru Țelikovskaia, care, în ciuda faptului că a obținut titlul de Artist al Poporului din RSFSR în 1963, a continuat până la bătrânețe.
La începutul anilor 1960 a fost partenera regizorului de teatru Iuri Lîubimov. „Știu sigur că datorită acestei legături i s-a refuzat titlul de Artist al Poporului din URSS. Teatrul a venit de câteva ori cu [această] sugestie, dar pentru oficiali chiar simplul fapt că a fost împreună cu Liubimov a fost suficient pentru a justifica respingerea", a insistat ulterior fiul actriței Țelikovskaia, Alexandr Alabian. Odată cu numirea lui Mihail Ulianov la conducerea Teatrului Vahtangov, ea a încetat să mai primească roluri, din același motiv. Unul dintre ultimele sale roluri de film a fost cel al Raisei Gurmijskaia în ecranizarea piesei omonime a lui Alexander Ostrovski, Pădurea.
Liudmila Țelikovskaia a murit de cancer la 6 iulie 1992. Este înmormântată în cimitirul Novodevici‎, lângă mormântul lui Karo Alabian.

## Viață privată
Țelikovskaia s-a căsătorit prima dată cu colegul ei, mai târziu actorul Teatrului de Artă din Moscova, Iuri Alexev-Meșhiev (1917–1946), în timp ce se afla încă la Institutul de Teatru Șcukin, în 1938. Al doilea soț al ei a fost jurnalistul, scriitorul, dramaturgul (și mai târziu editorul revistei Smena) Boris Voîtehov (1911-1975). S-au căsătorit în 1939 și au divorțat doi ani mai târziu.
În Alma-Ata, în timp ce s-a filmat Vozdușnîi izvozcik, Țelikovskaia s-a îndrăgostit de Mihail Jarov, care era căsătorit în acel moment. Mai târziu, Țelikovskaia s-a referit la primele sale două căsătorii ca la niște „erori ale tinereții”, în timp ce a vorbit despre Jarov cu mare căldură. „El m-a iubit mai mult decât toată lumea, în timp ce eu l-am iubit pe Alabian mai mult decât pe toți”, a mărturisit ea mai târziu. În 1948, Țelikovskaia a divorțat de Jarov și s-a căsătorit cu arhitectul Karo Alabian, dând naștere curând lui Alexandr, singurul ei copil. În 1959, cel de-al patrulea soț al actriței Țelikovskaia a murit de cancer.
Relația dintre Liudmila Țelikovskaia și Iuri Lîubimov a început la începutul anilor 1960 și a durat 15 ani. Nu cu mult timp înainte de moartea ei, actrița i-a spus fiului ei, Alexandr Alabian: „Pentru a trăi cu un geniu, trebuie să fii Душечка (drăgăstoasă), în timp ce eu sunt opusul acestui lucru, eu am insistat mereu să fim împreună în felul meu. Curând am început să nu ne mai suferim unul pe altul... Totuși, am avut momente bune și ne-am despărțit bine." Cu toate acestea, s-a discutat mult despre faptul că, la moartea actriței Țelikovskaia, Lyubimov nu a reușit să participe la înmormântare și chiar nu a  trimis niciun bilet de condoleanțe.

## Filmografie
- Tineri căpitani (Molodye kapitany, 1939, Valya, liderul pionierului)
- Patru inimi (Serdtsa tchetyryokh, 1941, Shura Murashova)
- Anton Ivanovich Is Angry (Anton Ivanovich serditsya, 1941, Sima Voronova)
- Taximetristul Cerului ; Taxi către Cer (Vozdushny izvozchik, Воздушный извозчик, 1943, Natasha Kulikova)
- Ivan cel Groaznic (Ivan Grozny, 1944, țarina Anastasiya Romanovna)
- Gemeni (Bliznetsy, 1945, Lyuba Karasyova)
- O gospodărie zgomotoasă (Bespokoynoye khozyaistvo, 1946, caporal Tonya Lalmykova)
- Povestea unui om adevărat (Povest o nastoyashchem tcheloveke, 1948, Zinochka)
- Karandash on Ice (Karandash na ldu, 1948)
- We Met Sometime (My s vami kogda-to vstrechalys, 1954, Larisa Levkoyeva)
- Zvăpăiata[6] (Poprygunja, 1955, Olga Dymova)
- Mult zgomot pentru nimic (Mnogo shuma iz nichevo, 1956, Beatrice)
- Familie obișnuită (Semya kak semya, 1970, Korobova)
- Dames and Hussars (Damy i gusary, 1976, Anelya)
- Colegi de clasă (Odnokashniki, 1978, Popovskaya)
- Pădurea (Les, 1980, Raisa Gurmyzhskaya)
- Pariul fantastic (Neveroyatnoye pari, 1984, doamna Brykovich)
- Portretul (Portret, 1987, o femeie puternică)
- Repetitor (1987, Ksenya Zamyatina)